# Kraichgau-Becken
Das Kraichgau-Becken ist ein ca. 70 km mal 150 km großes, intramontanes Molassebecken, das am Ende der Variskischen Gebirgsbildung im nördlichen Baden-Württemberg entstanden ist. Die maximale Mächtigkeit der permokarbonischen Sedimente und Vulkanite beträgt, durch Bohrungen und seismische Untersuchungen belegt, stellenweise mehr als 1500 Meter. Die Sedimente und Vulkanite des Kraichgau-Beckens, des größten Permokarbon-Beckens in Baden-Württemberg, sind heute zum größten Teil von jüngeren Ablagerungen bedeckt. 

## Lage und Begrenzung
Das Kraichgau-Becken liegt mit seinem Zentrum im namengebenden Kraichgau, einer Landschaft im nördlichen Baden-Württemberg. Es dehnte sich jedoch im Laufe seiner Entwicklung im Oberkarbon und dann im Perm bis weit über diese Region aus und erstreckte sich auch auf Teile der benachbarten Bundesländer Rheinland-Pfalz, Hessen und im Osten bis ins westliche Bayern sowie in die Nordvogesen (Frankreich).
Im Norden war das Kraichgau-Becken durch die Odenwald-Spessart-Schwelle vom Saar-Nahe-Becken abgetrennt, die noch bis zum Ende des Perm als Hochgebiet ein Liefergebiet für Sedimente war. Das Kraichgau-Becken hatte im Nordosten im Main-Tauber-Gebiet Verbindung zum Rotliegend des Saale- und Mühlhausen-Becken, und im Südwesten zum Rotliegend der Haardt und der Nordvogesen. Die Odenwald-Spessart-Schwelle ist dort nicht mehr reliefwirksam und das Kraichgau-Becken vereinigt sich dort mit den permokarbonischen Abfolgen des Saar-Nahe-Beckens. Nach Süden ist es durch die Nordschwarzwald-Schwelle vom Schramberg-Becken und Offenburg-Becken getrennt. Nach Osten endet es an der Ries-Tauber-Schwelle. Die Sedimente des Kraichgau-Beckens i. w. S. sind lediglich an dessen Südrand im Bereich Baden-Baden und Gaggenau sowie am Nordrand im südlichen Odenwald aufgeschlossen. 

## Entstehung und Sedimentationsgeschichte
Das Kraichgau-Becken entstand vermutlich im oberen Pennsylvanium (Oberkarbon) zunächst als kleines, tektonisch begrenztes Einzelbecken von etwa 50 km Länge und weniger als 20 km Breite zwischen bergigen Grundgebirgsschollen im heutigen Kraichgau. In den wenigen Aufschlüssen des Kraichgau-Beckens sind jedoch keine oberkarbonischen Sedimentgesteine anstehend, im Zentrum des Beckens werden jedoch noch ältere, oberkarbonische Ablagerungen vermutet. Von den Hochschollen wurde grober Schutt in das Becken geliefert. Die Sedimentfolge beginnt im Odenwald mit Rotliegend über einem pedogenen Verwitterungshorizont des kristallinen Grundgebirges. Diese ehemalige Landoberfläche mit angewittertem Kristallin wird auch als Basis-Paläosolit bezeichnet. Im eigentlichen Kraichgau-Becken setzt das Rotliegend mit rhyolithischen Tuffen und Ignimbriten ein. Die Aschen- und Lapilli-Tuffe sind unverschweißt und werden als eigene Subformation (Altenbach-Subformation) ausgeschieden. Darüber folgen die verschweißten, über 100 m mächtigen Ignimbrite des Dossenheim-Quarzporphyr. Der Wachenberg bei Weinheim ist ein Förderschlot dieser Vulkanite. Er wird lithostratigraphisch als Wachenberg-Quarzporphyr bezeichnet. Die Magmatite des Rotliegend werden von der Michelbach-Formation überlagert, die auch auf das Baden-Baden-Becken übergreift. 
Das Kraichgau-Becken dehnte sich im Laufe des Perm aus und stand am Ende der Entwicklung mit dem Saar-Nahe-Becken, dem Saale-Becken und auch durch eine schmale Senke in der Nordschwarzwald-Schwelle mit dem Schramberg-Becken in Verbindung. Das im Oberkarbon zunächst noch isoliert angelegte, und durch die Battert-Schwelle vom Kraichgau-Becken abgetrennte Baden-Baden-Becken wurde im Verlauf des Rotliegend zum Randbecken des Kraichgau-Beckens. Mit dem Zechstein, der Süddeutschland bis etwa Schramberg flächig überdeckt, endet die eigenständige Entwicklung des Kraichgau-Beckens; es wird zum größten Teil in die Fränkische Senke mit einbezogen. Die lithostratigraphische Abfolge in der Übersicht:
- Zechstein
  - Langenthal-Formation
  - Zechsteindolomit-Formation
- Rotliegend
  - Michelbach-Formation
  - Schriesheim-Formation
    - Wachenberg-Quarzporphyr(-Subformation)
    - Dossenheim-Quarzporphyr(-Subformation)
    - Altenbach-Subformation